# 니사나무속
니사나무속 또는 투펠로나무속(학명: Nyssa 니사[*])은 호생하는 단순형 잎이 달리는 활엽수의 작은 나무 속이다. 대부분의 기재자들이 니사나무과로 묶지만 이따금씩 층층나무과의 니사나무아과에 속하는 것으로 분류시키기도 한다. APG IV 분류 체계에서는 니사나무과로 분류된다.
대부분의 니사나무 종들은 습한 토양과 범람에 내성이 있으며, 일부는 그런 환경의 서식지를 요한다. 일부 종은 원 서식지가 미국 동부 및 캐나다 동남부 등 북아메리카 동부에서 멕시코 및 중앙아메리카까지 펼쳐져 있다. 나머지 종들은 남중국 등 동아시아 일부, 인도차이나, 자바섬 등 동남아시아 일부, 남서아시아, 히말라야 산맥에서 발견된다.

## 이름
속명 니사(Nyssa)는 고대 그리스어로 '물의 요정'을 뜻하는 나이아드를 가리킨다. 니사나무의 향명으로 쓰이는 영명 투펠로(Tupelo)는 아메리카 원주민 언어가 기원으로 머스코기족의 말로 '늪지'(opilwa) '나무'(ito)를 뜻하는데, 18세기 즈음에 사용되었다. 백합나무(Liriodendron sp.)와 헷갈려서는 안된다.
투펄로의 명칭은 이 나무의 이름에서 따왔다.

## 하위 종

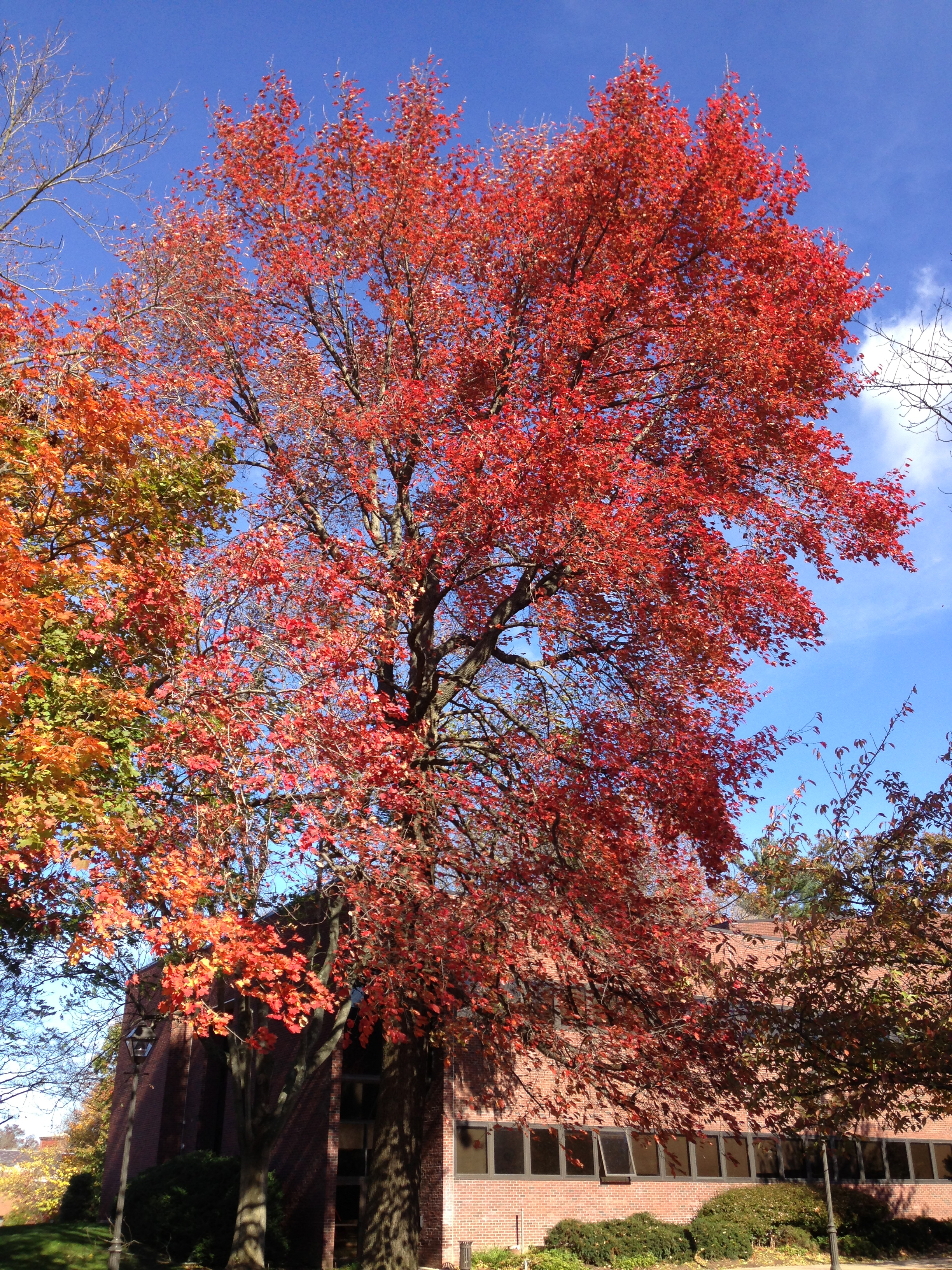
가을이 되어 진홍색으로 물들은 니사나무

7~10개의 현생 종이 니사나무속으로 인정받고 있다.
- 물니사나무 (Nyssa aquatica L.) - 미국 동남부
- 늪니사나무 (Nyssa biflora Walter[1][3]) (또는 Nyssa sylvatica var. biflora[6])
- 자바니사나무 (Nyssa javanica (Blume) Wangerin) - 히말라야 동부, 인도차이나, 보르네오섬, 자바섬, 수마트라섬
- 오기치니사나무 (Nyssa ogeche W.Bartram ex Marshall) - 미국 동남부
- 중국니사나무 (Nyssa sinensis Oliv.) - 남중국, 베트남, 미얀마
- †Nyssa spatulata (Scott) Manchester[9] (멸종, 에오세 중기 미국 오레건주의 클라노층에서 발견)
- 니사나무 (Nyssa sylvatica Marshall) - 미국 중부+동부, 멕시코 동부+남부, 캐나다 온타리오주
- Nyssa talamancana Hammel & N.Zamora - 파나마, 코스타리카
- †Nyssa texana Berry - 멸종, 에오세 후기~올리고세 초기에 출현, 텍사스주 동부의 휘셋층(Whitsett  F.)과 유가층(Yeuga F.)에서 발견[10]
- 곰니사나무(Nyssa ursina Small[11]) - 미국 플로리다주
- 운남니사나무 (Nyssa yunnanensis W.C.Yin) - 중국 윈난성

## 쓰임새

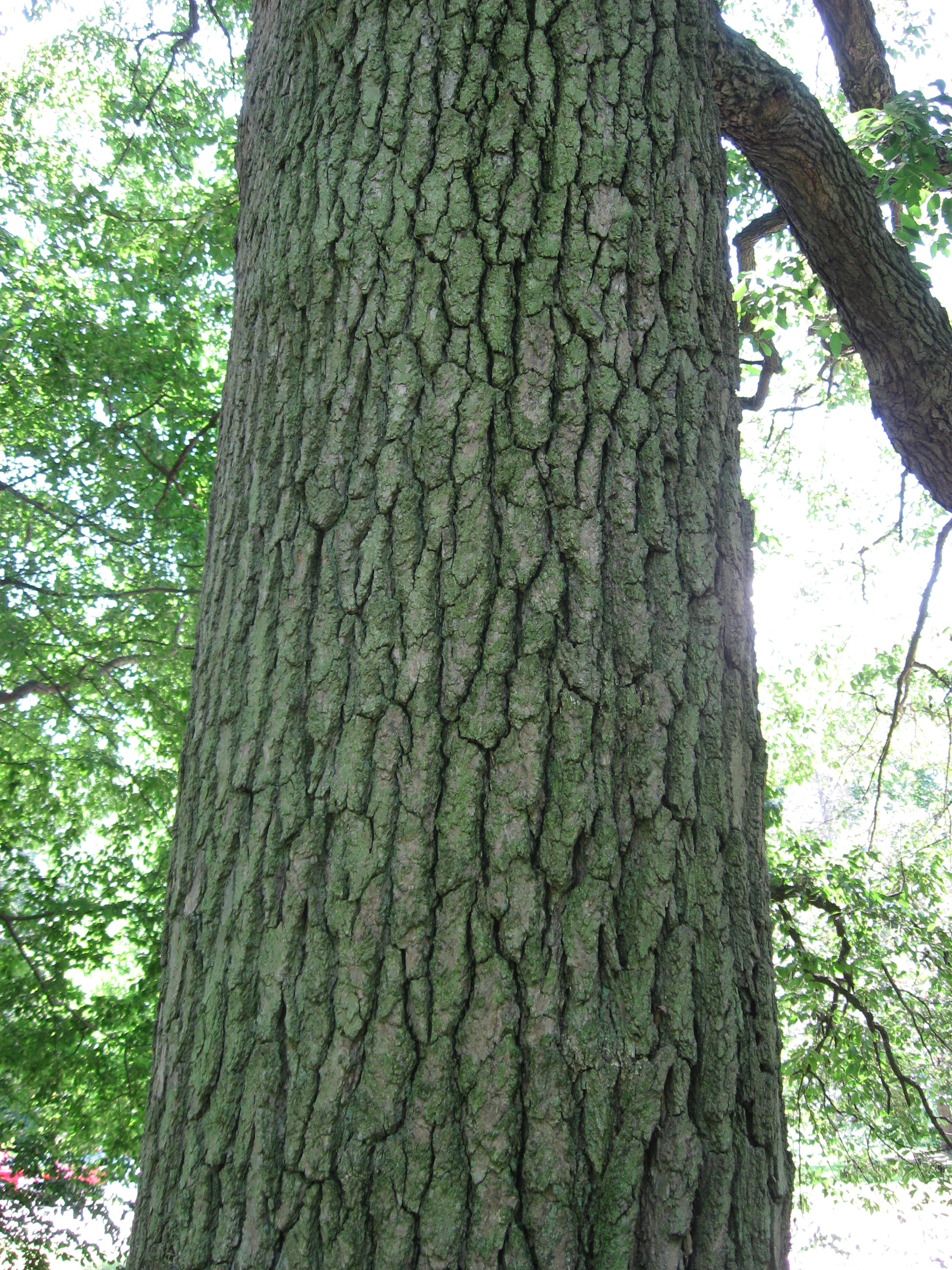
성숙한 니사나무의 나무줄기

니사나무의 목재는 목공예가들이 오리와 다른 엽조들을 조각하는 데 광범위하게 사용한다. 조각들을 크게 촉진시켜주며 끝의 나뭇결에 좋은 디테일을 유지시킨다. 상업적으로는 화물과 가구의 내부품을 운송하는 데 사용되며, 크로스밴딩, 합판에 대해 무늬목합판 및 패널 산업에서 광범위하게 쓰인다. 목재는 펄프로 쉽게 만들 수 있으며 고급 도서 및 잡지 용지에 사용된다. 과거에는 속이 뻥 뚫린 줄기를 이용해 과거에는 이 나무의 줄기에 난 공동을 이용해 벌집을 고정시키기 위한 일종의 벌통으로 사용되었다.
니사나무속은 성숙목과 수관으로 드리워지는 그늘, 그리고 화려한 단풍 색깔로 인해 인기가 많은 조경수이다.
플로리다주 북부와 조지아주에서 자라는 오기치니사나무의 경우, 신 맛이 나는 길쭉한 핵과가 열린다.

### 꿀
오기치니사나무는 미국 동남부, 특히 미국 걸프 연안 지역에서 양봉식물로 정평이 나 있다. 매우 연하고 순한 맛의 꿀을 생산한다. 플로리다주에서 양봉가들은 맛 때문에 고가를 요구하는 보증 꿀을 생산하기 위해 개화 시기 동안 강·늪지를 따라 벌통이나 부표 위에 벌집을 둔다. 오기치니사나무의 화밀로 만든 단일밀원꿀은 결정화되지 않은 과당과 포도당의 비율이 높다.
플로리다의 손잡이땅에 있는 애팔라치콜라강은 투펠로꿀의 중심지이다. 이 꿀은 꿀은 미국 남동부의 3종의 니사나무가 꽃을 피우는 곳이라면 어디에서나 생산되지만, 가장 순수하고 비싼 버전(꽃가루 분석 인증)은 이 계곡에서 생산된다. 풍년일 경우 플로리다의 전문 양봉업체에서 생산한 투펠로꿀 작물의 가치가 약 1,000,000달러에 달한다.

## 화석 기록
형태 및 해부학적으로 니사나무속과 일치하는 열매가 캐나다의 앨버타주의 상파뉴절 지층에서 확인되었다. 이 열매들은 이전에 팔라이오니사(Palaeonyssa)라고 불렸던, 고진기 지층에서 흔한 종류와 일치한다.